# Søren Malling
Søren Dyrberg Malling (ur. 3 lutego 1964 w Kjellerup) – duński aktor teatralny, filmowy i telewizyjny. Mąż aktorki Petrine Agger.

## Życiorys
Studiował aktorstwo w szkole teatralnej przy Odense Teater, kończąc naukę w 1992 i dołączając do zespołu aktorskiego tej placówki. W 1994 opuścił Odense, przenosząc się do Kopenhagi, gdzie zaczął grywać w stołecznych teatrach (Husets Teater, Café Teatret Teater Grob). W produkcjach filmowych debiutował w drugiej połowie lat 90. Popularność przyniosła mu rola inspektora Jana Meyera w serialu kryminalnym The Killing. Zagrał również m.in. w Kochanku królowej. W latach 2010–2012 wcielał się w dziennikarza Torbena Friisa, jedną z głównych postaci serialu telewizyjnego Rząd.

## Nagrody
W 2013 otrzymał nagrodę Roberta dla najlepszego aktora za rolę w filmie Porwanie.

## Filmografia
- 1998: Når mor kommer hjem
- 1999: Mifune
- 2000: Bænken
- 2007: De unge år: Erik Nietzsche sagaen del 1
- 2007: The Killing
- 2008: Den du frygter
- 2009: Storm – Sieger auf vier Pfoten
- 2009: Klątwa czarownicy wikingów
- 2010: Alting bliver godt igen
- 2010–2013: Rząd
- 2012: Kochanek królowej
- 2012: Porwanie
- 2016: Serce z kamienia
- 2018: Bez śladu